# Gudrun Hodey
Gudrun Hodey, vor Heirat Gudrun Isken (* 1. Februar 1947 in Hohenlimburg), ist eine ehemalige deutsche Leichtathletin, die sich auf den 3000-Meter-Lauf spezialisiert hatte.

## Karriere
Gudrun Hodey begann bei der SG Boelerheide in Hagen und wechselte dann zu VfL Eintracht Hagen. Sie wurde 1974 Deutsche Meisterin und belegte 1975 den dritten Platz. In der Halle wurde sie 1974 Dritte.
Gudrun Hodey startete 1974 viermal im Nationaltrikot. Am 25. Juni 1974 stellte sie beim Sechsländekampf in Oslo mit 9:17,6 Minuten einen bundesdeutschen Rekord auf. Bei den Europameisterschaften 1974 in Rom gab sie auf.